# 322
| [ Edytuj tabelę ] |                                                 |
| Król Aksum        | - 320 Ezana 360                                 |
| Król Armenii      | - 287 Tiridates III 330                         |
| Władca Guptów     | - 320 Ćandragupta I 330                         |
| Władca Korei      | - 300 Mich’ŏn 331                               |
| Papież            | - 314 Sylwester I 335                           |
| Król Persji       | - 309 Szapur II 379                             |
| Cesarz Rzymu      | - 306 Konstantyn Wielki 337 - 308 Licyniusz 324 |

Rok 322 / CCCXXII
stulecia: III wiek ~
IV wiek ~
V wiek

lata: 312 «
317 «
318 «
319 «
320 «
321 «
322
» 323
» 324
» 325
» 326
» 327
» 332

## Wydarzenia
- Europa
  - po 9 latach prac ukończono pierwszą chrześcijańską bazylikę w Rzymie
  - Konstantyn Wielki wyparł sarmatów z Panonii.